# جويل كامارغو
جويل كامارغو (بالبرتغالية: Joel Camargo‏) (مواليد 18 سبتمبر 1946) هو لاعب كرة قدم. يلعب مع منتخب البرازيل لكرة القدم. سبق له أن لعب في كأس العالم لكرة القدم مع منتخب بلاده.

## روابط خارجية
- جويل كامارغو على موقع الاتحاد الدولي (مؤرشف)  (الإنجليزية)
- جويل كامارغو على موقع قاعدة بيانات كرة القدم.إي يو (الإنجليزية)
- جويل كامارغو على موقع ليكيب (الفرنسية)
- جويل كامارغو على موقع ناشيونال فوتبول تيمز (الإنجليزية)